# 尹元贞
尹元贞（？—684年），唐朝瀛州河间县（今河北省河间市）人。
徐敬业之乱时，尹元贞担任曲阿县令，徐敬业攻陷润州，尹元贞率兵赴援。战败，被擒。徐敬业用刀威胁他，让他投降，将加以任用。尹元贞词色慷慨不屈，最终遇害。徐敬业被平定，赠尹元贞为润州刺史，谥号壮。